# Miscommunicatie

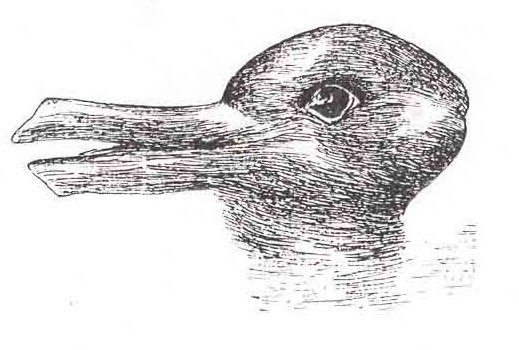
Is dit een eend of een konijn?

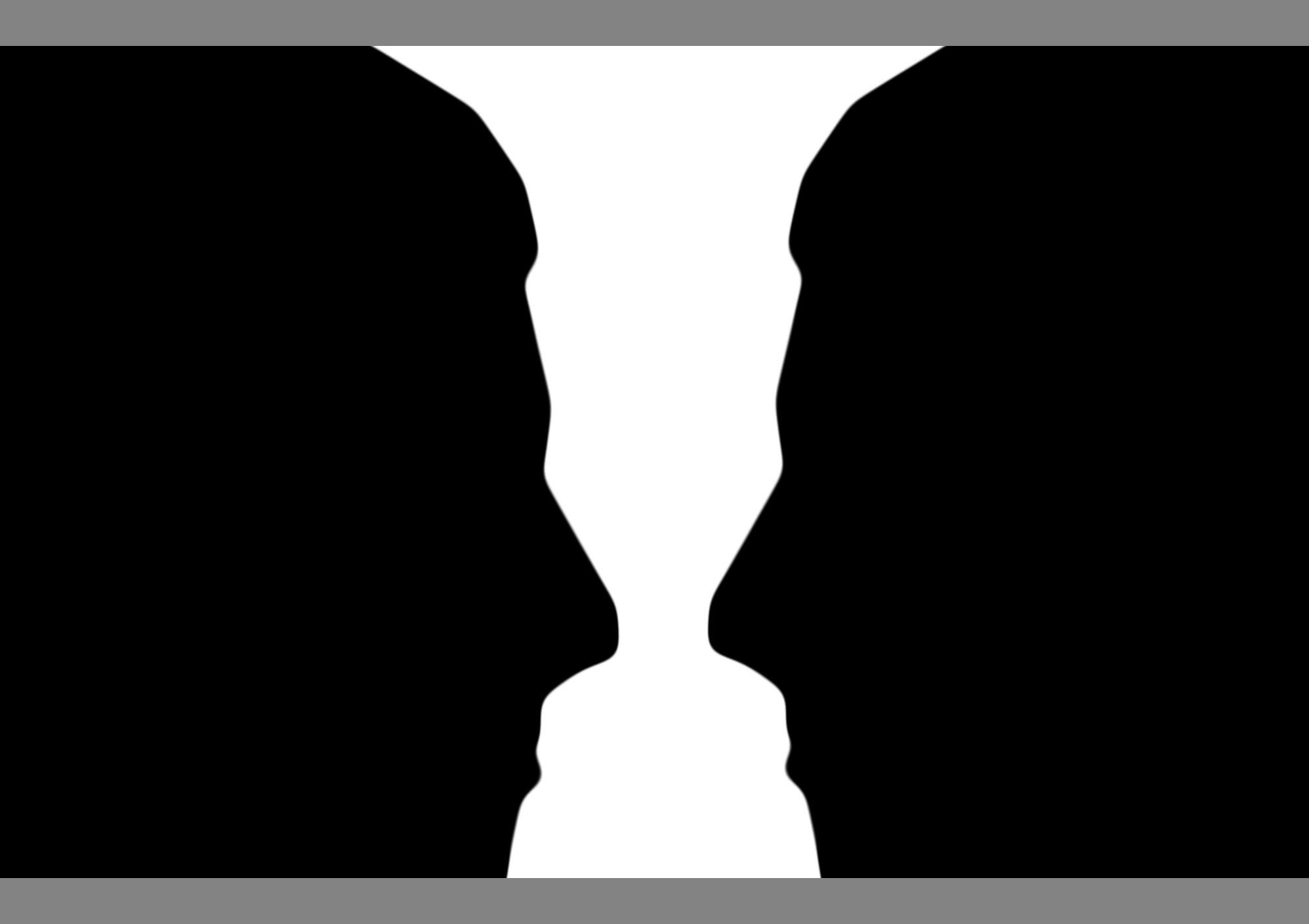
Zijn dit twee gezichten of is dit een vaas?

Miscommunicatie ontstaat op het moment dat de ontvanger een boodschap anders ontvangt dan dat de zender deze bedoeld heeft. Dit komt voornamelijk door een formulering die dubbelzinnig is, ruis, factoren die de boodschap belemmeren, zoals herrie op de achtergrond, iemand die met volle mond praat, een storende telefoon of een niet-oplettende ontvanger. Ook de non-verbale communicatie speelt een rol. Als de zender de boodschap op een boze toon zegt, komt dat anders aan dan als hij het op een normale manier zegt. Verschillen in culturele achtergronden kunnen ook een rol spelen, waardoor een boodschap bij de ontvanger anders overkomt dan bedoeld.

## Oorzaken van miscommunicatie
Miscommunicatie kan op verschillende momenten optreden: voorafgaand aan, tijdens of na de overdracht van een boodschap.
- Voorafgaand aan het communicatiemoment. Verschillende doelen, gebrek aan vertrouwen en uiteenlopende achtergronden kunnen al vóór een gesprek leiden tot misverstanden.
- Tijdens het opstellen van de boodschap. Onduidelijkheid, eigenbelang, stereotypering en zenuwen kunnen de boodschap verwarrend maken en miscommunicatie veroorzaken.
- Tijdens het zenden van de boodschap. Afleidingen, technologische problemen, verkeerde timing en het gebruik van ongeschikte kanalen kunnen de communicatie verstoren.
- Tijdens het ontvangen van de boodschap. Informatie-overload, gebrek aan interesse en verschillen in interpretatie kunnen ervoor zorgen dat de ontvanger de boodschap niet goed begrijpt.
- Tijdens het reageren op een boodschap. Onvoldoende terugkoppeling, verkeerde non-verbale signalen en te weinig doorvragen kunnen miscommunicatie in stand houden.